# Clan Kikuchi
Il clan Kikuchi (菊池氏?, Kikuchi-shi) fu un clan del Giappone feudale discendente dei Fujiwara che governava la provincia di Higo (Kyūshū) durante il periodo Muromachi e il periodo Sengoku. Il clan è noto come servitore in difesa dell'imperatore e contro le invasioni straniere. Si distinse sulle prime durante l'invasione Jurchen al nord di Kyūshū nel 1019, e crebbero in prominenza durante l'invasione mongola del Giappone, dove l'eroismo di Kikuchi Takefusa contribuì alla respinta del nemico. I Kikuchi erano attivi anche durante la Restaurazione Kenmu (1333-1336), un tentativo dell'imperatore Go-Daigo di ristabilire la sua autorità contro lo shogunato Kamakura.

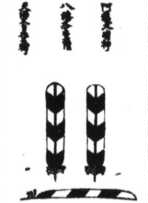
Un primo esempio di un mon basato su uno stile di piume, presente su questo white hata jirushi del clan Kikuchi.

Il clan discendeva dal clan Fujiwara, ma pare che una statua di Buddha di origine Baekje (in Corea) trovata nel loro sito di origine sia dello stesso tipo della statua di Buddha posseduto dal clan Kikuchi, e dato che la statua fu creata prima che esistesse il clan Fujiwara, si crede che il clan Kikuchi sia più antico dei Fujiwara. Suzuki Matoshi, un genealogo giapponese, ritiene che il clan avesse origine dal regno di Baekje, mentre lo storico giapponese Oota Akira, ritiene che sia nato dal clan Ki. Da questa famiglia vennero molti guerrieri famosi tra cui Kikuchi Takanao, Kikuchi Takefusa (colui che aiutò a fermare le invasioni mongole in Giappone), Kikuchi Taketoki e Kikuchi Takemitsu, le cui storie sono divenute alcune delle più famose nella storia del Giappone. Insieme ai clan Ōtomo, Ōuchi, Shōni e Shimazu, i Kikuchi avrebbero scritto la storia dell'isola di Kyūshū.
La caduta del clan Kikuchi avvenne con l'invasione del clan Ōuchi, e poi quella del Clan Ōtomo guidata da Ōtomo Sōrin, a seguito delle quali molti membri del clan si nascosero (alcuni divennero parte di altri clan, tra cui Hayashi Narinaga, generale al servizio di Mōri Motonari, e Saigō Takamori, che fu nominato l'"ultimo samurai").

## Storia

### Periodo Heian (794–1185)
- Kikuchi Noritaka

Conosciuto inizialmente come Fujiwara no Noritaka (藤原 則隆?) fu il primo a prendere il nome Kikuchi. Suo padre Masanori (政則?) fu servitoreper del clan Fujiwara. I genealogisti credevano che Masanori fosse figlio di Fujiwara no Takaie (藤原 隆家?) ma nuove prove dimostrano che suo padre si chiamava Chikanori (親則?). È stato registrato che Masanori ricevette una katana per il servizio militare in tempo di guerra e anche il 3 aprile 1022 fu nominato governatore di Tsushima per il suo servizio contro gli invasori Toi. Cambiò il suo nome in Tsushima-no-kami Kuranori.
Noritaka deteneva una posizione elevata nel governo del Daizaifu. Quando Fujiwara no Takaie tornò a Kyoto nel 1070, Noritaka decise di ritirarsi e costruì una villa per il ritiro nel distretto di Kikuchi, provincia di Higo, dove visse fino alla morte. I resti della villa possono ancora essere visti oggi. Nel 1071 divenne maestro del distretto di Kikuchi, dove costruì una città-castello con servitori. Oggi c'è una città nella prefettura di Kumamoto chiamata Kikuchi. Prese il nome del suo distretto e fondò il clan Kikuchi.
- Kikuchi Takanao (morto 1185)

Nato secondogenito di Tsunemune, era conosciuto come Kikuchi no Jirō Takanao (菊池 次郎隆直?) e divenne il sesto capo del clan Kikuchi. Il suo nome d'infanzia fu Kurō (九郎?). Ricevette il titolo di Higo no kami (vice-governatore). Nel 1180, all'inizio della guerra Genpei, si schierò con Minamoto no Yoritomo e iniziò a muovere le sue truppe dal Kyūshū, ma Taira no Sadayoshi marciò contro di lui e lo sconfisse. Partecipò in seguito alla battaglia di Dan-no-ura. Poco dopo la battaglia, ,ello stesso anno, fu consegnato a Minamoto no Yoshitsune dal suo signore Ogata no Saburo Koreyoshi e fu portato sul letto del fiume Rokujō dove fu decapitato.
(Minamoto no Yoshitsune)
Alla fine del XII° secolo, eventi lontani nel Giappone orientale portarono all'istituzione del primo governo militare del Giappone, lo shogunato Kamakura, che, almeno nelle fasi iniziali, funzionava in tandem con la vecchia amministrazione imperiale. Le guerre che circondano la nascita di questo nuovo regime hanno visto il clan Kikuchi fondersi in una potente lega di guerrieri, o bushidan. Nel 1181-82, il loro capo Kikuchi Takanao, si unì a Ogata Koreyoshi di Bungo, un altro importante guerriero locale, in rivolta contro i Taira, che li convertì in alleati de facto di Minamoto Yoritomo, fondatore del primo Bakafu. Questo aumento fu, tuttavia, schiacciato da Haruda Tanenao. Poi, perversamente, mentre i combattimenti volgevano al termine e la stella di Taira calava, i Kikuchi scelsero di allinearsi con gli ex nemici e, insieme ai guerrieri del Kyūshū, inclusi Haruda, Yamaga e Itai, subirono una schiacciante sconfitta dai Minamoto. La battaglia ebbe luogo al largo della costa di Kyūshū, a Dannoura, e vide l'emergere di Minamoto no Yoritomo come leader militare indiscusso del Giappone. Le sue forze provenivano in gran parte dall'est, mentre, nel periodo precedente la sconfitta, i Taira si affidavano quasi esclusivamente ai guerrieri del Kyūshū. Il nuovo regime militare, quindi, si intitolava decisamente verso est e verso ovest, un fatto che avrebbe avuto profonde conseguenze per il futuro dell'isola.

### Periodo Kamakura (1185–1333)
- Kikuchi Yoshitaka (1201 – 1258)

Yoshitaka fu l'ottavo capo clan e figlio di Takatsugu. Durante la guerra Genpei combatté dalla parte degli Heike e dopo la guerra, anche se era dalla parte dei perdenti, i Minamoto permisero a Yoshitaka di mantenere la terra. Durante la guerra Shōkyū del 1221, il ruolo di Yoshitaka fu quello di Kyōto Obanyaku che fu il posto di guardia di Kyōto, in particolare del palazzo e delle residenze di membri speciali della famiglia imperiale (e successivamente quelli del clan Fujiwara). Inviò i suoi due zii a Kyōto per seguire il Gotobajoko (Imperatore in ritiro), e lo shogunato Kamakura lo ricompensò aumentando le terre del clan.
- Kikuchi Takefusa (1245 – 26 marzo 1285)

Secondo figlio di Takayasu era conosciuto come Kikuchi Jirō Takefusa (菊池 次郎 武 房?); sua madre era una figlia di Takuma Yoshihide (託摩 能 秀?) che era a sua volta figlio del famoso Ōtomo Yoshinao, governatore di Bungo e Buzen con il titolo di Sakon Shogen (forse un figlio illegittimo di Minamoto no Yoritomo). Guadagnò molta fama per il suo ruolo cruciale nelle invasioni mongole del Giappone e nel 1274, durante la prima invasione mongola (Bunye), combatté assieme al fratello Aritaka, venendo ricompensati. La famiglia divenne famosa durante la seconda invasione mongola nel 1281, quando l'eroismo di Takefusa aiutò a respingere il nemico. La forza mongola che sbarcò dal campo di Momochi era divisa in due gruppi, attaccati da Takefusa ad Akasaka, il gruppo più grande si ritirò sulla collina di Sohara, e il gruppo più piccolo sul campo di Tukahara a Befu.
La forza mongola piantò un campo nel campo di Sohara che aveva una collina alta 30 metri e aveva una bella vista sulle strade della città di Fukuoka, luogo che oggi si chiama parco di Soharakouen. Il monumento di pietra nel centro del parco di Soharakouen mostra i resti delle battaglie dell'invasione mongola. Takefusa guadagnò fama per tutti il numero di capi nemici che uccise. Il suo servitore Takezaki Suenaga (竹崎 季長?, 1246-1314) commissionò un rotolo raffigurante la battaglia contro i mongoli. Takefusa morì giovane all'età di 41 anni solo pochi anni dopo la sua vittoria e poiché suo figlio Kikuchi Takamori morì prima di lui gli succedettero i nipoti.
- Kikuchi Tokitaka (1287–1304)

Nato il primo figlio ed erede di Takamori e nipote di Takefusa, era anche conosciuto come Kikuchi Jirō Tokitaka (菊池 次郎 時 隆?). Suo padre morì prima di suo nonno, quindi fu nominato capo clan ma anche lui morì molto giovane all'età di diciassette anni combattendo per mantenere la sua posizione contro suo zio Takenori; gli succeduto il fratello minore Taketoki.
- Kikuchi Taketoki (1292 – 27 aprile 1333)

Secondo figlio di Takamori, fu il dodicesimo capo del clan, e succedette al fratello maggiore Tokitaka. Il nome del suo bambino era Shoryumaru (正竜丸?). Dopo la maggiore età divenne noto come Kikuchi Ikejirō nyudō Jakua e precedentemente come Taketoki. Divenne capo clan dopo che suo fratello e suo zio Takenori morirono entrambi combattendosi per la posizione di capoclan. Taketoki ebbe dodici figli che assicuravano il lignaggio del clan.
Nel 1333 l'imperatore Go-Daigo chiese a Taketoki di aiutarlo e questi ne divenne il braccio destro, ricevendo molte ricompense. Nel terzo anno Genkō (1333), Taketoki attaccò, su ordine di Go-Daigo,l'allora Chinzei-tandai Hōjō Hidetoki (北条 英時?). Bruciò Hakata e attaccò gli Hōjō, ma Taketoki fu catturato con i suoi figli (uno chiamato Yoritaka) e decapitato; poi il nemico usò la testa per praticare tiro con l'arco. Taketoki fu un samurai intelligente ma Hidetoki non lo sottovalutò e i suoi alleati Ōtomo Uji e il clan Shōni lo tradirono. Dopo la sua morte iniziò una ribellione per rovesciare Hidetoki e il suo primo figlio Takeshige gli succedette. Taketoki fu sepolto nella città di Fukuoka dove ha una tomba per la testa e una tomba per il resto del corpo. Il Santuario Kikuchi è stato realizzato in suo onore.
Da Hakata Nikki:
Quando fu circondato dai suoi nemici, Kikuchi Taketoki scrisse questa poesia di morte che arrivò a sua moglie:
Aspetterai

Per un uomo che non conosce

se stanotte sarà

la sua ultima?»
(Haiku di Kikuchi Taketoki inviata a sua moglie)

### Periodo Muromachi (1336–1573)
- Kikuchi Takeshige (1307–1338)

Primo figlio di Taketoki, in giovane età ottenne il grado di Ju-goi-no-ge (従 五位 下?). Suo padre e suoi fratelli furono traditi dai clan Shōni e Ōtomo quando il padre attaccò il clan Hōjō. Dopo l'evento Takeshige tornò di corsa al castello di Kikuchi e ricevette il titolo di governatore della provincia di Higo dall'imperatore Go-Daigo. Nel 1335 Ashikaga Takauji attaccò l'imperatore Go-Daigo così Takeshige e suo fratello Takeyasu unirono le forze con Nitta Yoshisada respingendo gli Ashikaga che si ritirarono a Kyōto. Ashikaga Takauji tornò a Kyōto e catturò Takeshige ma lo liberò. Nel 1337 combatté ancora con gli eserciti del Sud, ma nel 1338 morì e suo fratello minore gli succedette.
- Kikuchi Takehito (1321–1401)

Succedette alla guida del clan dopo la morte del fratello Takeshige. Aveva altri fratelli più grandi ma era l'unico nato dalla moglie principale del padre Taketoki. Il suo nome d'infanzia fu Matajirō (又 次郎?). Fu un leader debole così i suoi fratelli maggiori Takeshige e Taketoshi lo aiutarono. I Kikuchi furono attaccati dal clan Ōtomo e non furono in grado di gestire la situazione militare, così Takemitsu prese in consegna la famiglia e lo mise da parte. Takehito divenne prete e morì in età avanzata.
- Kikuchi Taketoshi (morto 1341)

Ottavo figlio di Taketoki e fratello maggiore di Takemitsu, Taketoshi combatté contro gli Ashikaga e la Corte del Nord. Taketoshi andò aiuto di Nitta Yoshitada a est, ma suo fratello minore, assieme ad altri leader del Kyūshū, rimase all'erta nella provincia di Higo, dove la famiglia Kikuchi aveva la sua roccaforte. Takauji dovette fare i conti con un gruppo di numerosi clan, inclusi Aso, Mihara e Kuroki, i quali erano desiderosi di scontrarsi con lui nel Kyūshū, e che erano entrati a Higo alcuni giorni prima che Takauji attraversasse lo stretto. All'inizio di aprile Taketoshi attaccò la roccaforte degli Shōni nella provincia di Chikuzen: riuscì a conquistare il forte e a cacciare Shōni Sadatsune che prese posizione nelle colline vicine, ma fu completamente sconfitto e si suicidò con molti dei suoi parenti.
Battaglia di Tatarahama (aprile 1336)
Kyūshū cade in mano alla corte imperiale settentrionale. All'inizio del 1336 un certo numero di clan del Kyūshū, anticipando i movimenti dell'esercito dello shogun contro di loro, fecero sforzi per unirsi e organizzare una resistenza comune. Un certo numero di piccoli scontri furono combattuti contro i clan fedeli allo shōgun sull'isola, compreso l'assedio di Dazaifu, nel quale era stata conquistata la roccaforte dei clan Shōni; Shōni Sadatsune fuggì, ma poco fu sconfitto e si suicidò assieme a molti dei suoi servitori. Lo Shōgun Ashikaga Takauji, arrivato a Munakata, a breve distanza all'inizio di aprile, venne a conoscenza dell'assedio di Dazaifu e della morte di Shōni Sadatsune. Radunate le forze, marciò da Munakata il 15 aprile e viaggiò fino a Tatarahama, a quindici miglia (24 km) di distanza, dove si scontrò con l'esercito avversario, composto principalmente da guerrieri dei clan Kikuchi, Aso, Mihara e Kuroki al comando di Kikuchi Taketoshi.
La cronaca militare Baishō-ron descrive Tatarahama come "una distesa di oltre tre miglia (5 km) di spiaggia asciutta, attraversata all'estremità meridionale da un piccolo ruscello." Il recinto del Santuario Hachiman Hakozaki consiste in circa cinque miglia quadrate di pineta a sud c'è la città di Hakata. Alla fine della battaglia le forze del clan Kikuchi erano state incalzate da Ashikaga Tadayoshi fino a Dazaifu, e a quel punto fuggirono sulle colline. I comandanti del clan Aso e Akizuki si suicidarono e gli altri comandanti si arresero. Takauji ricompensò i suoi comandanti per il loro coraggio e il loro servizio, ma offrì il perdono ai suoi avversari e a diversi clan che non parteciparono alla battaglia, che così si unirono a lui. Il Kyūshū divenne così unito sotto lo shogunato Ashikaga e la Corte Imperiale Settentrionale.
- Kikuchi Takemitsu (1319–1373)

Takemitsu era il nono figlio di Taketoki e continuò a combattere per l'Imperatore seguendo le orme del padre. Fu un generale dell'era Nanboku-chō che combatteva dalla parte dell'imperatore, assieme al principe Kaneyoshi (懐 良 親王??, noto anche come Kanenaga) (1326-1383, figlio dell'imperatore Go-Daigo). Prese parte alla famosa battaglia sul fiume Chikugo. Fu l'alleato più forte e affidabile del principe Kanenaga nella lotta contro il Bakufu. In pericolo per la tripla minaccia portata dagli eserciti di Ashikaga Yoshinori, Ashikaga Takasaki e Ashikaga Tadaaki, Takemitsu fu costretto a sollevare l'assedio di Takasaki e difendersi. I tre eserciti Ashikaga lo attaccarono e lo sconfissero verso la fine di settembre del 1372. Takemitsu dovette ritirarsi e fuggire a Chikugo con il principe Kanenaga. Quando Takemitsu morì lasciò la difesa lealista senza un leader veramente provato, e il suo erede Takemasa morì nel 1374.
La battaglia di Oohobaru (Battaglia del fiume Chikugo)
Quarantamila soldati che seguirono Takemitsu mentre la loro testa avanzava verso nord da Kikuchi a Kumamoto con il principe Kanenaga si scontrarono con l'esercito della dinastia nord nei pressi del fiume Chikugo. Takemitsu ordinò a 5 000 soldati di attraversare il fiume Chikugo e piantò un accampamento intorno all'attuale Miyase. L'unità di Takemitsu percorse l'attuale linea ferroviaria di Oomuta verso nord e si diresse verso Ajisaka. Ma le forze del clan Shōni evitarono lo scontro e si ritirarono al punto vicino alla stazione di Ooho. Anche se, come per questa linea di battaglia, lo stallo continuò per mezzo mese, alla mezzanotte del 15 agosto, Takemitsu alla testa di 3 000 uomini si mosse silenziosamente sul lato est delle forze Shōni e li attaccò da entrambi i lati. In breve tempo, 1 000 cavalieri diretti da Takemasa arrivarono lì per l'aiuto e la battaglia di Oohobaru ebbe iniziò. Entrambi gli schieramenti alternarono avanzate e ritiri durante una feroce lotta nei dintorni di Ogoori. I Kikuchi pressarono gli Shōni gradualmente, e questi ultimi si ritirarono lungo la linea ferroviaria Amagi verso nord-est per arrivare a Yamakumahara che si estendeva sull'attuale Tachiarai. Sebbene l'esercito degli Shōni cercò di riorganizzare le forze sconfitte presso il monte Hanatateyama, si ritirarono ulteriormente presso il monte Hōmanzan, 15 chilometri a nord, perché furono dispersi dalla feroce ricerca eseguita dai Kikuchi, che non concesse loro tempo per riorganizzarsi.
- Kikuchi Takemasa (6 luglio 1342 – 26 maggio 1374)

Noto anche come Kikuchi Jirō Takemasa, fu primo figlio di Takemitsu. Combatté nel Kyūshū contro il Tribunale del Nord con suo padre e ottenne un grande successo. Quando Imagawa Sadayo (今川 貞世?) (1326-1420) divenne capo dell'esercito avversario, le cose iniziarono a peggiorare per i Kikuchi. Nel novembre del 1373 suo padre morì e Takemasa divenne il capo del clan. Venuto a conoscenza della morte di Takemitsu, Imagawa attaccò e vinse molte battaglie contro Takemasa. Takemasa chiese aiuto ad Asō Koretaka e fu uno dei più fidati servitori della guerra contro il Nord. Takemasa morì solo un anno dopo suo padre, il 26 maggio 1374.
- Kikuchi Taketomo (1363–1407)

Taketomo fu il primo figlio ed erede di Takemasa diventando il diciassettesimo capo del clan. Scrisse il "Taketomo moshijo" sulla discendenza dei Kikuchi. Dichiarò che il suo antenato fu Fujiwara no Michitaka poiché il discendente di quarta generazione di quest'ultimo, Noritaka, si trasferì nella provincia di Higo. Inviò una copia della genealogia al governo. Questa mossa fu spiegata dall'intento dei Kikuchi, in quel momento in affanno, di mostrare l'ascendenza dal clan Fujiwara e quindi di godere di un po' più di prestigio e potere.
- Kikuchi Yoshiyuki (1482–1504)

Nato figlio di Shigetomo, fu il ventiduesimo capo del clan ed ebbe il titolo Ju-goi-no-ge. Gli succedette il fratello Masataka che fu l'ultimo capo del clan discendente dal lignaggio Kikuchi dal momento che il ventiquattresimo capo del clan.Taketsune, fu adottato dal clan Asa.
- Kikuchi Takekane (d. 1532)

Fu figlio di Kikuchi Takeyasu e quarto in discendenza da Kikuchi Takazumi, uno dei figli di Kikuchi Taketoki. Quando la linea principale (linea Takemitsu) ebbe problemi di successione, Takekane fu adottato del ramo di famiglia e divenne il venticinquesimo capo del clan Kikuchi.
- Kikuchi Yoshitake (1505–1554)

Noto anche come Yuriko, fu ventiseiesimo e ultimo capo del clan Kikuchi prima che il regno di Higo venisse conquistato dagli Ōtomo. Il capo della famiglia Ōtomo, Ōtomo Yoshiaki, mise il suo fratello minore Ōtomo Shigeharu come erede fittizio della famosa ricca famiglia ma ormai estinta, i Kikuchi di Higo. Yoshitake rifiutò di comportarsi come un burattino e chiese aiuto agli Ōuchi ribellandosi contro Yoshiaki, ma non riuscì a competere contro il fratello maggiore e fu sconfitto. Il governo di Yoshiaki su Higo fu abbastanza solido e fu nominato shugo della provincia. Quando Yoshitake conquistò il castello di Higo-Kumamoto, il suo servitore Akahoshi Chikaie si schierò con gli Ōtomo. Chikaie in seguito si scontrò con un servitore di Yoshitake, Kumabe Chikanaga, e fu ucciso. Ōtomo Sōrin (Ōtomo Yoshishige) divenne capo degli Ōtomo nel 1550 e suo zio Yoshitake dichiarò la sua indipendenza nello stesso periodo. Sōrin quindi marciò contro di lui e lo sconfisse nel 1554, ponendo fine alla lunga storia del clan.

## Capiclan noti
- Kikuchi Chikanori (親則)
- Kikuchi Masanori (政則) (997–1064)

1. Kikuchi Noritaka (菊池 則隆) (XI secolo) (progenitore dei Kikuchi)
2. Kikuchi Tsunetaka (菊池 経隆) (XI secolo)
3. Kikuchi Tsuneyori (菊池 経頼) (XII secolo)
4. Kikuchi Tsunemune (菊池 経宗) (XII secolo)
5. Kikuchi Tsunenao (菊池 経直) (XII secolo)
6. Kikuchi Takanao (菊池 隆直) (? - 1185)
7. Kikuchi Takatada (菊池 隆定) (XIII secolo)
  - Kikuchi Takatsugu (菊池 隆継) (XIII secolo)
8. Kikuchi Yoshitaka (菊池 隆能) (XIII secolo)
9. Kikuchi Takayasu (菊池 隆泰) (XIII secolo)
10. Kikuchi Takefusa (菊池 武房) (1245–1285) (r. 12??–1285)
  - Kikuchi Takamori (菊池 隆盛) (XIII-XIV secolo)
11. Kikuchi Tokitaka (菊池 時隆) (1287–1304) (r. 12??–1304
12. Kikuchi Taketoki (菊池 武時) (1292–1333) (r. 1304–1333)
13. Kikuchi Takeshige (菊池 武重) (1307–1338) (r. 1333–1338)
14. Kikuchi Takehito (菊池 武士) (1321–1401) (r. 1338–1345)
15. Kikuchi Takemitsu (菊池 武光) (1319–1373) (r. 1345–1372)
16. Kikuchi Takemasa (菊池 武政) (1342–1374) (r. 1372–1374)
17. Kikuchi Taketomo (菊池 武朝) (1363–1407) (r. 1374–1407)
18. Kikuchi Kanetomo (菊池 兼朝) (1383–1444) (r. 1407–1431)
19. Kikuchi Mochitomo (菊池 持朝) (1409–1446) (r. 1431–1446)
20. Kikuchi Tamekuni (菊池 為邦) (1430–1488) (r. 1446–1466)
21. Kikuchi Shigetomo (菊池 重朝) (1449–1493) (r. 1466–1493)
22. Kikuchi Yoshiyuki (菊池 能運) (1482–1504) (r. 1493–1504)
23. Kikuchi Masataka (菊池 政隆) (1491–1509) (r. 1504–1505)
24. Kikuchi Taketsune (菊池 武経) (1480–1537) (r. 1505–1511)
25. Kikuchi Takekane (菊池 武包) (? - 1532) (r. 1511–1520)
26. Kikuchi Yoshitake (菊池 義武) (1505–1554) (r. 1520–1554)

## Albero genealogico
```
Chikanori
┃
Masanori
┃
(1)Kikuchi Noritaka

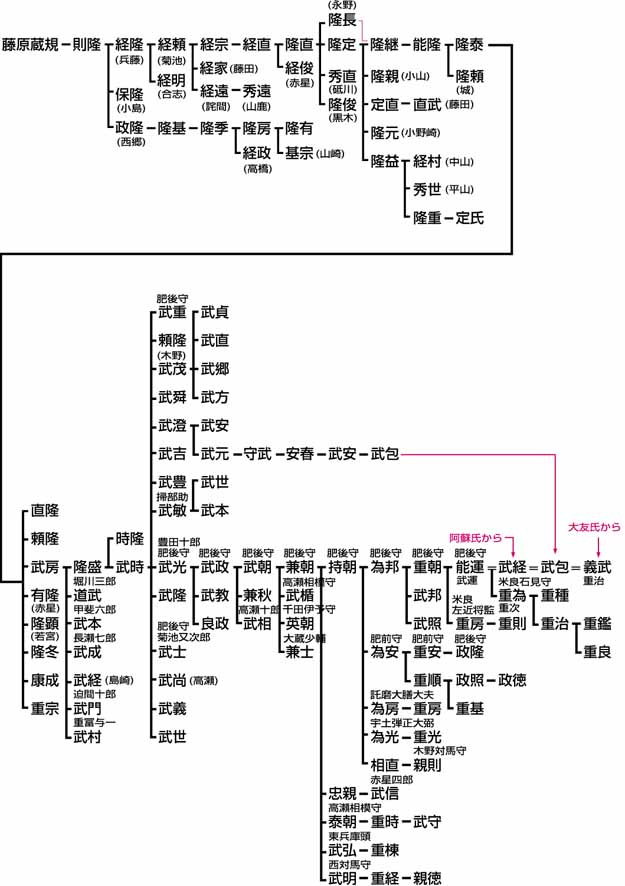
Albero genealogico in giapponese

┣━━━━━━━━━━━━━━━━━━┳━━━━━━━━━━━━━━━━━┓
(2)Tsunetaka (
clan Hyodo
 - ) Yoritaka (
clan Kojima
 - ) Masataka (
clan Saigo
 - 西郷氏)
┃
(3)Tsuneyori
┃
(4)Tsunemune
┃
(5)Tsunenao
┣━━━━━━━━━━━━━━━━━━━━━━━━━━━━━━━━━━━━━━━━━┓
(6)
Takanao
 (
clan Akahoshi
 - 赤星氏)
┃
(7)Takatada
┃
Takatsugu
┃
(8)Yoshitaka
┣━━━━━━━━━━━━┳━━━━━━━━━━━━┳━━━━━━━━━━━━━━━━━━━━━━━━━━━━━━━━━━━━┓
(9)Takayasu Takatsune (
clan Jô
 - 城氏) Takayori (
clan Jô
 - 城氏)
┣━━━━━━━━━━━━┳━━━━━━━━━━━━┳━━━━━━━━━━━━━━━━━━━━━┳━━━━━━━━━━━━━━━━━━━━━━━━━━━━━┳━━━━━━━━━━━━━━━━━┳━━━━━━━━┳━━━━━━━━┓
(10)Takefusa Naotaka Yoritaka Aritaka (
clan Akahoshi
 - 赤星氏) (
clan Wakamiya
) Takafuyu Yasunari Shigemune
┣━━━━━━━━━━━━┳━━━━━━━━━━━━┳━━━━━━━━━━━┳━━━━━━━━━━━┳━━━━━━━━━━━━┳━━━━━━━━━━┓
Takamori Michitake Takemoto Takenari Taketsune Takekado Takemura
┣━━━━━━━━━━━━┓
(11)Tokitaka (12)Taketoki
┣━━━━━━━━━┳━━━━━━━━┳━━━━━━┳━━━━━━━━┳━━━━━━━━┳━━━━━━┳━━━━━━━━━┳━━━━━━━━━━━┳━━━━━━━━━━━┳━━━━━━━━━━┳━━━━━━━━━━━━┳━━━━━━━┳━━━━━━┓
(13)Takeshige Yoritaka (14)Takehito Takeyoshi Taketoshi (15)Takemitsu Takezumi Takenao (
clan Takase
 - ) Taketoyo
┃ ┃ ┃
(16)Takemasa Takemoto Takekuni
┃ ┃ ┃
(17)Taketomo Moritake Takenaga (adottato al 
clan Hayashi
 - 林氏)
┃ ┃ ┃
(18)Kanetomo Yasuharu 
Hayashi Narinaga
[
5
]

┃ ┃
(19)Mochitomo Takeyasu
┃ ┃
(20)Tamekuni (25)Takekane
┣━━━━━━━━┳━━━━━━━┓
(21)Shigetomo 武邦 重安
┃ ┃
(22)Yoshiyuki (23)Masataka
┃┃
(24)Taketsune (adottato dal 
clan Asa
 - 阿蘇氏)
┃┃
(25)Takekane (dalla famiglia Takezumi)
┃┃
(26)Yoshitake (
Ōtomo Shigeharu
 - 大友氏)
[
6
]
```

## Servitori noti
- Clan Akahoshi (赤星氏) – ramo cadetto del clan Kikuchi
Akahoshi Chikaie (赤星親家) (1514–1562)
Akahoshi Muneie (赤星統家) (1530–1619)
- Clan Kumabe (隈部氏)
Kumabe Chikanaga (隈部親永) (1516–1588)
Kumabe Chikayasu (隈部親泰)
- Takezaki clan (竹崎氏)
Takezaki Suenaga (竹崎季長) (1236–1314)
- Clan Saigo (西郷氏) – ramo cadetto del clan Kikuchi
- Clan Jō (城氏) – ramo cadetto del clan Kikuchi
Jō Takeaki
- Clan Kashiki (鹿子木氏)
- Clan Udo (宇土氏)